# WTA-toernooi van Stanford
| Plaats van handeling \| 1952 \| San Francisco \| \| 1971–1972 \| San Francisco \| \| 1973 \| Oakland \| \| 1974–1977 \| San Francisco \| \| 1978–1986 \| Oakland \| \| 1987 \| San Francisco \| \| 1988–1996 \| Oakland \| \| 1997–2017 \| Stanford \| \| 2018–2022 \| San José \| \| 2023–heden \| Stanford \| |               |
| 1952 | San Francisco |
| 1971–1972 | San Francisco |
| 1973 | Oakland       |
| 1974–1977 | San Francisco |
| 1978–1986 | Oakland       |
| 1987 | San Francisco |
| 1988–1996 | Oakland       |
| 1997–2017 | Stanford      |
| 2018–2022 | San José      |
| 2023–heden | Stanford      |

Het WTA-toernooi van Stanford is een jaarlijks terugkerend tennistoernooi voor vrouwen dat tot en met 2017 werd georganiseerd in de Amerikaanse stad Stanford (Californië). De officiële naam van het toernooi was Bank of the West Classic. Van 2018 tot en met 2022 was San José de plaats van handeling, met de officiële naam Silicon Valley Classic. Sinds 2023 is het toernooi terug op het Taube Family Tennis Center op de campus van de Stanford-universiteit, en draagt het de naam Golden Gate Open.
De WTA organiseert het toernooi dat sinds 2023 in de categorie WTA 125 valt en wordt gespeeld op hardcourt. In de jaarlijkse US Open Series was dit tot en met 2017 het eerste vrouwentoernooi.
Dit toernooi werd al sinds zijn allereerste ontstaan georganiseerd in de San Francisco Bay Area. De eerste editie werd in 1952 gehouden, in San Francisco zelf, waar het pas in 1971 werd voortgezet. Tot en met 1996 werd het toernooi gespeeld in San Francisco en Oakland (een kleine twintig kilometer van elkaar). In de jaren 1997–2017 was Stanford de plaats van handeling; van 2018 tot en met 2022 was dat San José. Het was tot dat moment het oudste toernooi waar alleen door vrouwen werd gespeeld. Sinds de verhuizing terug naar Stanford, in 2023, wordt het vrouwentoernooi gecombineerd met een mannentoernooi in de zelfde week.

## Officiële toernooinamen
Het toernooi heeft meerdere namen gekend, afhankelijk van de hoofdsponsor:
- 1952: Bay Counties Invitational
- 1971–1973: BMC Invitation
- 1974–1977: Virginia Slims of San Francisco
- 1978: Virginia Slims Championships
- 1979–1982: Avon Championships of California
- 1983–1991: Virginia Slims of California
- 1992–2017: Bank of the West Classic
- 2018–2022: Silicon Valley Classic
- 2023–heden: Golden Gate Open

## Meervoudig winnaressen enkelspel
| speelster             | aantal titels | in de jaren                 |
| --------------------- | ------------- | --------------------------- |
| / Martina Navrátilová | 6             | 1978–1980, 1988, 1991, 1993 |
| Kim Clijsters         | 4             | 2001, 2003, 2005, 2006      |
| Billie Jean King      | 3             | 1971, 1972, 1974            |
| Chris Evert           | 3             | 1975, 1976, 1986            |
| Lindsay Davenport     | 3             | 1998, 1999, 2004            |
| Serena Williams       | 3             | 2011, 2012, 2014            |
| Andrea Jaeger         | 2             | 1981, 1982                  |
| Hana Mandlíková       | 2             | 1984, 1985                  |
| Zina Garrison         | 2             | 1987, 1989                  |
| Monica Seles          | 2             | 1990, 1992                  |
| Martina Hingis        | 2             | 1996, 1997                  |
| Venus Williams        | 2             | 2000, 2002                  |

## Finales

### Enkelspel
| Datum      | Naam                                       | Cat.                                       | ($)                                        | Ondergrond                                 | Winnares                                   | Verliezend finaliste                       | Uitslag                                    |                                            |
| ---------- | ------------------------------------------ | ------------------------------------------ | ------------------------------------------ | ------------------------------------------ | ------------------------------------------ | ------------------------------------------ | ------------------------------------------ | ------------------------------------------ |
| 1952-04-05 | Bay Counties Invitational (SF)             |                                            |                                            | hardcourt                                  | Maureen Connolly                           | Dorothy Head                               | 6-1, 6-4                                   | details                                    |
| 1953–1970  | geen toernooi                              | geen toernooi                              | geen toernooi                              | geen toernooi                              | geen toernooi                              | geen toernooi                              | geen toernooi                              | geen toernooi                              |
| 1971-01-06 | BMC Invitation (SF)                        |                                            | 15.200                                     | hardcourt, buiten                          | Billie Jean King                           | Rosie Casals                               | 6-3, 6-4                                   | details                                    |
| 1972-01-12 | BMC Invitation (SF)                        |                                            | 17.000                                     | hardcourt, buiten                          | Billie Jean King                           | Kerry Melville                             | 7-6, 7-6                                   | details                                    |
| 1973-01-15 | BMC Invitation (Oa)                        |                                            | 25.000                                     | hardcourt, binnen                          | Margaret Smith-Court                       | Kerry Melville                             | 6-3, 6-3                                   | details                                    |
| 1974-01-14 | VS of San Francisco                        |                                            | 50.000                                     | hardcourt, buiten                          | Billie Jean King                           | Chris Evert                                | 7-6, 6-2                                   | details                                    |
| 1975-01-06 | VS of San Francisco                        |                                            | 75.000                                     | hardcourt, buiten                          | Chris Evert                                | Billie Jean King                           | 6-1, 6-1                                   | details                                    |
| 1976-03-01 | VS of San Francisco                        |                                            | 75.000                                     | hardcourt, buiten                          | Chris Evert                                | Evonne Goolagong                           | 7-5, 7-6                                   | details                                    |
| 1977-02-28 | VS of San Francisco                        |                                            | 100.000                                    | tapijt, binnen                             | Sue Barker                                 | Virginia Wade                              | 6-3, 6-4                                   | details                                    |
| 1978-03-27 | Virginia Slims Championships (Oa)          | Finale                                     | 150.000                                    | tapijt, binnen                             | Martina Navrátilová                        | Evonne Goolagong                           | 7-6, 6-4                                   | details                                    |
| 1979-01-08 | Avon Champ's of California (Oa)            |                                            | 125.000                                    | tapijt, binnen                             | Martina Navrátilová                        | Chris Evert                                | 7-5, 7-5                                   | details                                    |
| 1980-02-11 | Avon Champ's of California (Oa)            |                                            | 150.000                                    | tapijt, binnen                             | Martina Navrátilová                        | Evonne Goolagong                           | 6-1, 7-6                                   | details                                    |
| 1981-02-09 | Avon Champ's of California (Oa)            |                                            | 150.000                                    | tapijt, binnen                             | Andrea Jaeger                              | Virginia Wade                              | 6-3, 6-1                                   | details                                    |
| 1982-02-22 | Avon Champ's of California (Oa)            |                                            | 150.000                                    | tapijt, binnen                             | Andrea Jaeger                              | Chris Evert                                | 7-6, 6-4                                   | details                                    |
| 1983-02-21 | VS of California (Oa)                      |                                            | 150.000                                    | tapijt, binnen                             | Bettina Bunge                              | Sylvia Hanika                              | 6-3, 6-3                                   | details                                    |
| 1984-01-09 | VS of California (Oa)                      |                                            | 150.000                                    | tapijt, binnen                             | Hana Mandlíková                            | Martina Navrátilová                        | 7-6, 3-6, 6-4                              | details                                    |
| 1985-02-18 | VS of California (Oa)                      |                                            | 150.000                                    | tapijt, binnen                             | Hana Mandlíková                            | Chris Evert                                | 6-2, 6-4                                   | details                                    |
| 1986-02-24 | VS of California (Oa)                      |                                            | 150.000                                    | tapijt, binnen                             | Chris Evert                                | Kathy Jordan                               | 6-2, 6-4                                   | details                                    |
| 1987-02-09 | VS of California (SF)                      |                                            | 150.000                                    | tapijt, binnen                             | Zina Garrison                              | Sylvia Hanika                              | 7-5, 4-6, 6-3                              | details                                    |
| 1988-02-15 | VS of California (Oa)                      | Tier III                                   | 250.000                                    | tapijt, binnen                             | Martina Navrátilová                        | Larisa Savtsjenko                          | 6-1, 6-2                                   | details                                    |
| 1989-02-20 | VS of California (Oa)                      | Tier III                                   | 250.000                                    | tapijt, binnen                             | Zina Garrison                              | Larisa Savtsjenko                          | 6-1, 6-1                                   | details                                    |
| 1990-10-29 | VS of California (Oa)                      | Tier II                                    | 350.000                                    | tapijt, binnen                             | Monica Seles                               | Martina Navrátilová                        | 6-3, 7-6                                   | details                                    |
| 1991-11-04 | VS of California (Oa)                      | Tier II                                    | 350.000                                    | tapijt, binnen                             | Martina Navrátilová                        | Monica Seles                               | 6-3, 3-6, 6-3                              | details                                    |
| 1992-11-02 | Bank of the West Classic (Oa)              | Tier II                                    | 350.000                                    | tapijt, binnen                             | Monica Seles                               | Martina Navrátilová                        | 6-3, 6-4                                   | details                                    |
| 1993-11-01 | Bank of the West Classic (Oa)              | Tier II                                    | 375.000                                    | tapijt, binnen                             | Martina Navrátilová                        | Zina Garrison                              | 6-2, 7-6                                   | details                                    |
| 1994-10-31 | Bank of the West Classic (Oa)              | Tier II                                    | 400.000                                    | tapijt, binnen                             | Arantxa Sánchez Vicario                    | Martina Navrátilová                        | 1-6, 7-6, 7-6                              | details                                    |
| 1995-10-30 | Bank of the West Classic (Oa)              | Tier II                                    | 430.000                                    | tapijt, binnen                             | Magdalena Maleeva                          | Ai Sugiyama                                | 6-3, 6-4                                   | details                                    |
| 1996-11-04 | Bank of the West Classic (Oa)              | Tier II                                    | 450.000                                    | tapijt, binnen                             | Martina Hingis                             | Monica Seles                               | 6-2, 6-0                                   | details                                    |
| 1997-07-21 | Bank of the West Classic (St)              | Tier II                                    | 450.000                                    | hardcourt, buiten                          | Martina Hingis                             | Conchita Martínez                          | 6-0, 6-2                                   | details                                    |
| 1998-07-27 | Bank of the West Classic (St)              | Tier II                                    | 450.000                                    | hardcourt, buiten                          | Lindsay Davenport                          | Venus Williams                             | 6-4, 5-7, 6-4                              | details                                    |
| 1999-07-26 | Bank of the West Classic (St)              | Tier II                                    | 520.000                                    | hardcourt, buiten                          | Lindsay Davenport                          | Venus Williams                             | 7-6, 6-2                                   | details                                    |
| 2000-07-24 | Bank of the West Classic (St)              | Tier II                                    | 535.000                                    | hardcourt, buiten                          | Venus Williams                             | Lindsay Davenport                          | 6-1, 6-4                                   | details                                    |
| 2001-07-23 | Bank of the West Classic (St)              | Tier II                                    | 565.000                                    | hardcourt, buiten                          | Kim Clijsters                              | Lindsay Davenport                          | 6-4, 6-7, 6-1                              | details                                    |
| 2002-07-22 | Bank of the West Classic (St)              | Tier II                                    | 585.000                                    | hardcourt, buiten                          | Venus Williams                             | Kim Clijsters                              | 6-3, 6-3                                   | details                                    |
| 2003-07-21 | Bank of the West Classic (St)              | Tier II                                    | 635.000                                    | hardcourt, buiten                          | Kim Clijsters                              | Jennifer Capriati                          | 4-6, 6-4, 6-2                              | details                                    |
| 2004-07-12 | Bank of the West Classic (St)              | Tier II                                    | 585.000                                    | hardcourt, buiten                          | Lindsay Davenport                          | Venus Williams                             | 7-6, 5-7, 7-6                              | details                                    |
| 2005-07-25 | Bank of the West Classic (St)              | Tier II                                    | 585.000                                    | hardcourt, buiten                          | Kim Clijsters                              | Venus Williams                             | 7-5, 6-2                                   | details                                    |
| 2006-07-24 | Bank of the West Classic (St)              | Tier II                                    | 600.000                                    | hardcourt, buiten                          | Kim Clijsters                              | Patty Schnyder                             | 6-4, 6-2                                   | details                                    |
| 2007-07-23 | Bank of the West Classic (St)              | Tier II                                    | 600.000                                    | hardcourt, buiten                          | Anna Tsjakvetadze                          | Sania Mirza                                | 6-3, 6-2                                   | details                                    |
| 2008-07-14 | Bank of the West Classic (St)              | Tier II                                    | 600.000                                    | hardcourt, buiten                          | Aleksandra Wozniak                         | Marion Bartoli                             | 7-5, 6-3                                   | details                                    |
| 2009-07-27 | Bank of the West Classic (St)              | Premier                                    | 700.000                                    | hardcourt, buiten                          | Marion Bartoli                             | Venus Williams                             | 6-2, 5-7, 6-4                              | details                                    |
| 2010-07-26 | Bank of the West Classic (St)              | Premier                                    | 700.000                                    | hardcourt, buiten                          | Viktoryja Azarenka                         | Maria Sjarapova                            | 6-4, 6-1                                   | details                                    |
| 2011-07-25 | Bank of the West Classic (St)              | Premier                                    | 721.000                                    | hardcourt, buiten                          | Serena Williams                            | Marion Bartoli                             | 7-5, 6-1                                   | details                                    |
| 2012-07-09 | Bank of the West Classic (St)              | Premier                                    | 740.000                                    | hardcourt, buiten                          | Serena Williams                            | Coco Vandeweghe                            | 7-5, 6-3                                   | details                                    |
| 2013-07-22 | Bank of the West Classic (St)              | Premier                                    | 795.707                                    | hardcourt, buiten                          | Dominika Cibulková                         | Agnieszka Radwańska                        | 3-6, 6-4, 6-4                              | details                                    |
| 2014-07-28 | Bank of the West Classic (St)              | Premier                                    | 710.000                                    | hardcourt, buiten                          | Serena Williams                            | Angelique Kerber                           | 7-6, 6-3                                   | details                                    |
| 2015-08-03 | Bank of the West Classic (St)              | Premier                                    | 731.000                                    | hardcourt, buiten                          | Angelique Kerber                           | Karolína Plíšková                          | 6-3, 5-7, 6-4                              | details                                    |
| 2016-07-18 | Bank of the West Classic (St)              | Premier                                    | 753.000                                    | hardcourt, buiten                          | Johanna Konta                              | Venus Williams                             | 7-5, 5-7, 6-2                              | details                                    |
| 2017-07-31 | Bank of the West Classic (St)              | Premier                                    | 776.000                                    | hardcourt, buiten                          | Madison Keys                               | Coco Vandeweghe                            | 7-6, 6-4                                   | details                                    |
| 2018-07-30 | Silicon Valley Classic (SJ)                | Premier                                    | 799.000                                    | hardcourt, buiten                          | Mihaela Buzărnescu                         | Maria Sakkari                              | 6-1, 6-0                                   | details                                    |
| 2019-07-29 | Silicon Valley Classic (SJ)                | Premier                                    | 876.183                                    | hardcourt, buiten                          | Zheng Saisai                               | Aryna Sabalenka                            | 6-3, 7-6                                   | details                                    |
| 2020       | toernooi geannuleerd wegens coronapandemie | toernooi geannuleerd wegens coronapandemie | toernooi geannuleerd wegens coronapandemie | toernooi geannuleerd wegens coronapandemie | toernooi geannuleerd wegens coronapandemie | toernooi geannuleerd wegens coronapandemie | toernooi geannuleerd wegens coronapandemie | toernooi geannuleerd wegens coronapandemie |
| 2021-08-02 | Silicon Valley Classic (SJ)                | WTA 500                                    | 565.530                                    | hardcourt, buiten                          | Danielle Collins                           | Darja Kasatkina                            | 6-3, 6-7, 6-1                              | details                                    |
| 2022-08-01 | Silicon Valley Classic (SJ)                | WTA 500                                    | 757.900                                    | hardcourt, buiten                          | Darja Kasatkina                            | Shelby Rogers                              | 6-7, 6-1, 6-2                              | details                                    |
| 2023-08-14 | Golden Gate Open (St)                      | WTA 125                                    | 160.000                                    | hardcourt, buiten                          | Wang Yafan                                 | Kamilla Rachimova                          | 6-2, 6-0                                   | details                                    |

 * Legenda: (SF) = San Francisco; (Oa) = Oakland; (St) = Stanford; (SJ) = San José

### Dubbelspel
| Datum      | Naam                                       | Cat.                                       | ($)                                        | Ondergrond                                 | Winnaressen                                | Verliezend finalistes                          | Uitslag                                    |                                            |
| ---------- | ------------------------------------------ | ------------------------------------------ | ------------------------------------------ | ------------------------------------------ | ------------------------------------------ | ---------------------------------------------- | ------------------------------------------ | ------------------------------------------ |
| 1971-01-06 | BMC Invitation (SF)                        |                                            | 15.200                                     | hardcourt, buiten                          | Rosie Casals Billie Jean King              | Françoise Dürr Ann Haydon-Jones                | 6-4, 6-7, 6-1                              |                                            |
| 1972-01-12 | BMC Invitation (SF)                        |                                            | 17.000                                     | hardcourt, buiten                          | Rosie Casals Virginia Wade                 | Judy Tegart Françoise Dürr                     | 6-3, 5-7, 6-2                              |                                            |
| 1973-01-15 | BMC Invitation (Oa)                        |                                            | 25.000                                     | hardcourt, binnen                          | Margaret Court Lesley Hunt                 | Wendy Overton Valerie Ziegenfuss               | 6-1, 7-5                                   |                                            |
| 1974-01-14 | VS of San Francisco                        |                                            | 50.000                                     | hardcourt, buiten                          | Chris Evert Billie Jean King               | Françoise Dürr Betty Stöve                     | 6-4, 6-2                                   |                                            |
| 1975-01-06 | VS of San Francisco                        |                                            | 75.000                                     | hardcourt, buiten                          | Chris Evert Billie Jean King               | Rosie Casals Virginia Wade                     | 6-2, 7-5                                   |                                            |
| 1976-03-01 | VS of San Francisco                        |                                            | 75.000                                     | hardcourt, buiten                          | Billie Jean King Betty Stöve               | Rosie Casals Françoise Dürr                    | 6-4, 6-1                                   |                                            |
| 1977-02-28 | VS of San Francisco                        |                                            | 100.000                                    | tapijt, binnen                             | Kerry Reid Greer Stevens                   | Sue Barker Ann Kiyomura                        | 6-3, 6-1                                   |                                            |
| 1979-01-08 | Avon Champ's of California (Oa)            |                                            | 125.000                                    | tapijt, binnen                             | Rosie Casals Chris Evert                   | Tracy Austin Betty Stöve                       | 3-6, 6-4, 6-3                              |                                            |
| 1980-02-11 | Avon Champ's of California (Oa)            |                                            | 150.000                                    | tapijt, binnen                             | Sue Barker Ann Kiyomura                    | Greer Stevens Virginia Wade                    | 6-0, 6-4                                   |                                            |
| 1981-02-09 | Avon Champ's of California (Oa)            |                                            | 150.000                                    | tapijt, binnen                             | Rosie Casals Wendy Turnbull                | Martina Navrátilová Virginia Wade              | 6-1, 6-4                                   |                                            |
| 1982-02-22 | Avon Champ's of California (Oa)            |                                            | 150.000                                    | tapijt, binnen                             | Barbara Potter Sharon Walsh                | Kathy Jordan Pam Shriver                       | 6-1, 3-6, 7-6                              |                                            |
| 1983-02-21 | VS of California (Oa)                      |                                            | 150.000                                    | tapijt, binnen                             | C Kohde-Kilsch Eva Pfaff                   | Rosie Casals Wendy Turnbull                    | 6-4, 4-6, 6-4                              |                                            |
| 1984-01-09 | VS of California (Oa)                      |                                            | 150.000                                    | tapijt, binnen                             | Martina Navrátilová Pam Shriver            | Rosie Casals Alycia Moulton                    | 6-2, 6-3                                   |                                            |
| 1985-02-18 | VS of California (Oa)                      |                                            | 150.000                                    | tapijt, binnen                             | Hana Mandlíková Wendy Turnbull             | Rosalyn Fairbank Candy Reynolds                | 4-6, 7-5, 6-1                              |                                            |
| 1986-02-24 | VS of California (Oa)                      |                                            | 150.000                                    | tapijt, binnen                             | Hana Mandlíková Wendy Turnbull             | Bonnie Gadusek Helena Suková                   | 7-6, 6-1                                   |                                            |
| 1987-02-09 | VS of California (SF)                      |                                            | 150.000                                    | tapijt, binnen                             | Hana Mandlíková Wendy Turnbull             | Zina Garrison Gabriela Sabatini                | 6-4, 7-6                                   |                                            |
| 1988-02-15 | VS of California (Oa)                      | Tier III                                   | 250.000                                    | tapijt, binnen                             | Rosie Casals Martina Navrátilová           | Hana Mandlíková Jana Novotná                   | 6-4, 6-4                                   |                                            |
| 1989-02-20 | VS of California (Oa)                      | Tier III                                   | 250.000                                    | tapijt, binnen                             | Patty Fendick Jill Hetherington            | Larisa Savtsjenko Natallja Zverava             | 7-5, 3-6, 6-2                              |                                            |
| 1990-10-29 | VS of California (Oa)                      | Tier II                                    | 350.000                                    | tapijt, binnen                             | Meredith McGrath Anne Smith                | Rosalyn Fairbank-Nideffer Robin White          | 2-6, 6-0, 6-4                              | details                                    |
| 1991-11-04 | VS of California (Oa)                      | Tier II                                    | 350.000                                    | tapijt, binnen                             | Patty Fendick Gigi Fernández               | Martina Navrátilová Pam Shriver                | 6-4, 7-5                                   | details                                    |
| 1992-11-02 | Bank of the West Classic (Oa)              | Tier II                                    | 350.000                                    | tapijt, binnen                             | Gigi Fernández Natallja Zverava            | Rosalyn Fairbank-Nideffer Gretchen Magers      | 3-6, 6-2, 6-4                              | details                                    |
| 1993-11-01 | Bank of the West Classic (Oa)              | Tier II                                    | 375.000                                    | tapijt, binnen                             | Patty Fendick Meredith McGrath             | Amanda Coetzer Inés Gorrochategui              | 6-2, 6-0                                   | details                                    |
| 1994-10-31 | Bank of the West Classic (Oa)              | Tier II                                    | 400.000                                    | tapijt, binnen                             | Lindsay Davenport Arantxa Sánchez Vicario  | Gigi Fernández Martina Navrátilová             | 7-5, 6-4                                   | details                                    |
| 1995-10-30 | Bank of the West Classic (Oa)              | Tier II                                    | 430.000                                    | tapijt, binnen                             | Lori McNeil Helena Suková                  | Katrina Adams Zina Garrison                    | 3-6, 6-4, 6-3                              | details                                    |
| 1996-11-04 | Bank of the West Classic (Oa)              | Tier II                                    | 450.000                                    | tapijt, binnen                             | Lindsay Davenport Mary Joe Fernandez       | Irina Spîrlea Nathalie Tauziat                 | 6-1, 6-3                                   | details                                    |
| 1997-07-21 | Bank of the West Classic (St)              | Tier II                                    | 450.000                                    | hardcourt, buiten                          | Lindsay Davenport Martina Hingis           | Conchita Martínez Patricia Tarabini            | 6-1, 6-3                                   | details                                    |
| 1998-07-27 | Bank of the West Classic (St)              | Tier II                                    | 450.000                                    | hardcourt, buiten                          | Lindsay Davenport Natallja Zverava         | Larisa Neiland Olena Tatarkova                 | 6-4, 6-4                                   | details                                    |
| 1999-07-26 | Bank of the West Classic (St)              | Tier II                                    | 520.000                                    | hardcourt, buiten                          | Lindsay Davenport Corina Morariu           | Anna Koernikova Jelena Lichovtseva             | 6-4, 6-4                                   | details                                    |
| 2000-07-24 | Bank of the West Classic (St)              | Tier II                                    | 535.000                                    | hardcourt, buiten                          | Chanda Rubin Sandrine Testud               | Cara Black Amy Frazier                         | 6-4, 6-4                                   | details                                    |
| 2001-07-23 | Bank of the West Classic (St)              | Tier II                                    | 565.000                                    | hardcourt, buiten                          | Janet Lee Wynne Prakusya                   | Nicole Arendt Caroline Vis                     | 3-6, 6-3, 6-3                              | details                                    |
| 2002-07-22 | Bank of the West Classic (St)              | Tier II                                    | 585.000                                    | hardcourt, buiten                          | Lisa Raymond Rennae Stubbs                 | Janette Husárová Conchita Martínez             | 6-1, 6-1                                   | details                                    |
| 2003-07-21 | Bank of the West Classic (St)              | Tier II                                    | 635.000                                    | hardcourt, buiten                          | Cara Black Lisa Raymond                    | Cho Yoon-jeong Francesca Schiavone             | 7-6, 6-1                                   | details                                    |
| 2004-07-12 | Bank of the West Classic (St)              | Tier II                                    | 585.000                                    | hardcourt, buiten                          | Eléni Daniilídou Nicole Pratt              | Iveta Benešová Claudine Schaul                 | 6-2, 6-4                                   | details                                    |
| 2005-07-25 | Bank of the West Classic (St)              | Tier II                                    | 585.000                                    | hardcourt, buiten                          | Cara Black Rennae Stubbs                   | Jelena Lichovtseva Vera Zvonarjova             | 6-3, 7-5                                   | details                                    |
| 2006-07-24 | Bank of the West Classic (St)              | Tier II                                    | 600.000                                    | hardcourt, buiten                          | Anna-Lena Grönefeld Shahar Peer            | Maria Elena Camerin Gisela Dulko               | 6-1, 6-4                                   | details                                    |
| 2007-07-23 | Bank of the West Classic (St)              | Tier II                                    | 600.000                                    | hardcourt, buiten                          | Sania Mirza Shahar Peer                    | Viktoryja Azarenka Anna Tsjakvetadze           | 6-4, 7-6                                   | details                                    |
| 2008-07-14 | Bank of the West Classic (St)              | Tier II                                    | 600.000                                    | hardcourt, buiten                          | Cara Black Liezel Huber                    | Jelena Vesnina Vera Zvonarjova                 | 6-4, 6-3                                   | details                                    |
| 2009-07-27 | Bank of the West Classic (St)              | Premier                                    | 700.000                                    | hardcourt, buiten                          | Serena Williams Venus Williams             | Chan Yung-jan Monica Niculescu                 | 6-4, 6-1                                   | details                                    |
| 2010-07-26 | Bank of the West Classic (St)              | Premier                                    | 700.000                                    | hardcourt, buiten                          | Lindsay Davenport Liezel Huber             | Chan Yung-jan Zheng Jie                        | 7-5, 6-7, [10-8]                           | details                                    |
| 2011-07-25 | Bank of the West Classic (St)              | Premier                                    | 721.000                                    | hardcourt, buiten                          | Viktoryja Azarenka Maria Kirilenko         | Liezel Huber Lisa Raymond                      | 6-1, 6-3                                   | details                                    |
| 2012-07-09 | Bank of the West Classic (St)              | Premier                                    | 740.000                                    | hardcourt, buiten                          | Marina Erakovic Heather Watson             | Jarmila Gajdošová Vania King                   | 7-5, 7-6                                   | details                                    |
| 2013-07-22 | Bank of the West Classic (St)              | Premier                                    | 795.707                                    | hardcourt, buiten                          | Raquel Kops-Jones Abigail Spears           | Julia Görges Darija Jurak                      | 6-2, 7-6                                   | details                                    |
| 2014-07-28 | Bank of the West Classic (St)              | Premier                                    | 710.000                                    | hardcourt, buiten                          | Garbiñe Muguruza Carla Suárez Navarro      | Paula Kania Kateřina Siniaková                 | 6-2, 4-6, [10-5]                           | details                                    |
| 2015-08-03 | Bank of the West Classic (St)              | Premier                                    | 731.000                                    | hardcourt, buiten                          | Xu Yifan Zheng Saisai                      | Anabel Medina Garrigues Arantxa Parra Santonja | 6-1, 6-3                                   | details                                    |
| 2016-07-18 | Bank of the West Classic (St)              | Premier                                    | 753.000                                    | hardcourt, buiten                          | Raquel Atawo Abigail Spears                | Darija Jurak Anastasia Rodionova               | 6-3, 6-4                                   | details                                    |
| 2017-07-31 | Bank of the West Classic (St)              | Premier                                    | 776.000                                    | hardcourt, buiten                          | Abigail Spears Coco Vandeweghe             | Alizé Cornet Alicja Rosolska                   | 6-2, 6-3                                   | details                                    |
| 2018-07-30 | Silicon Valley Classic (SJ)                | Premier                                    | 799.000                                    | hardcourt, buiten                          | Latisha Chan Květa Peschke                 | Ljoedmyla Kitsjenok Nadija Kitsjenok           | 6-4, 6-1                                   | details                                    |
| 2019-07-29 | Silicon Valley Classic (SJ)                | Premier                                    | 876.183                                    | hardcourt, buiten                          | Nicole Melichar Květa Peschke              | Shuko Aoyama Ena Shibahara                     | 6−4, 6−4                                   | details                                    |
| 2020       | toernooi geannuleerd wegens coronapandemie | toernooi geannuleerd wegens coronapandemie | toernooi geannuleerd wegens coronapandemie | toernooi geannuleerd wegens coronapandemie | toernooi geannuleerd wegens coronapandemie | toernooi geannuleerd wegens coronapandemie     | toernooi geannuleerd wegens coronapandemie | toernooi geannuleerd wegens coronapandemie |
| 2021-08-02 | Silicon Valley Classic (SJ)                | WTA 500                                    | 565.530                                    | hardcourt, buiten                          | Darija Jurak Andreja Klepač                | Gabriela Dabrowski Luisa Stefani               | 6-1, 7-5                                   | details                                    |
| 2022-08-01 | Silicon Valley Classic (SJ)                | WTA 500                                    | 757.900                                    | hardcourt, buiten                          | Xu Yifan Yang Zhaoxuan                     | Shuko Aoyama Chan Hao-ching                    | 7-5, 6-0                                   | details                                    |
| 2023-08-14 | Golden Gate Open (St)                      | WTA 125                                    | 160.000                                    | hardcourt, buiten                          | Jodie Burrage Olivia Gadecki               | Hailey Baptiste Claire Liu                     | 7-6, 6-7, [10-8]                           | details                                    |

 * Legenda: (SF) = San Francisco; (Oa) = Oakland; (St) = Stanford; (SJ) = San José